# 罗曼·科斯坚科
罗曼·瓦西里耶维奇·科斯坚科（羅馬化：Roman Vasyliovych Kostenko）是乌克兰军事指挥官和政治人物，自2019年8月29日起担任选民之声党派乌克兰最高拉达议员。作为“机器人”的成员，科斯坚科在顿巴斯战争期间曾參與第二次顿涅茨克机场战役，并因此被授予博赫丹·赫梅利尼茨基勋章。他也從2022年開始参与抵抗俄羅斯入侵烏克蘭。他是国家安全、国防和情报议会委员会秘书。他的军事呼号是“雷霆”（Гром）。

## 早年生活
罗曼·科斯坚科于1983年10月21日出生于赫尔松，当时的赫尔松属于苏联的乌克兰苏维埃社会主义共和国。他在尼古拉耶夫市接受教育，后来于2005年毕业于敖德萨军事学院，并在敖德萨度过了十年时光。科斯坚科将乌克兰南部描述为自己的故乡，并表示在俄罗斯入侵乌克兰期间，他重返军队服役以保护该地区。
科斯坚科表示，他从小就渴望参军，尽管他的曾祖父以外的家人都没有参军经历，但他还是坚持了下来。16岁时，在考虑过苏梅高等炮兵指挥学校和伊万·博贡基辅军事学院后，他决定加入敖德萨军事学院。